# AVRE
AVRE (Armoured Vehicle Royal Engineers、またはAssault Vehicle Royal Engineers) は、イギリス陸軍王立工兵隊で運用される戦闘工兵車の呼称である。

## 開発の背景
1942年8月に行われた連合軍によるディエップ上陸作戦が失敗に終わったいくつかの原因の一つとして、無防備な状態で作業を行う工兵部隊が敵の優先攻撃目標となり、多くの死傷者を出し、また結果的に本来の任務遂行が困難であった事が挙げられた。
この作戦の失敗の後、カナダ軍工兵部隊は前線での作業中に工兵を防護する装甲工兵車両の開発を戦車開発部 (Department of Tank Design, DTD)に提案した。開発はディエップ作戦の戦訓に基づいて行われ、試作車両はチャーチル歩兵戦車、M4シャーマン中戦車、ラム巡航戦車から開発された。これらのうち、最も性能の良かったものがチャーチルをベースにした工兵車両であった。チャーチルの車体側面には昇降用ドアが付いており、これは純粋に戦車として見れば装甲防御力の低い弱点となるのだが、工兵車として見た場合、工兵が前線で身を隠し、また展開するのに使える非常に便利なものであった。また車体の大きいチャーチルには、工兵用の機材を搭載可能な十分なスペースがあった。
砲塔は元々装甲工兵車としては必要では無かったが残されており、ここに本来の戦車砲に変えて290mmペタード臼砲が装着された。この砲は塹壕のような構造物を破砕可能な重さ20kgの爆弾を射程100mまで発射できるもので、開発は1942年9月頃から行われた。ペタード臼砲の再装填は砲塔内からは出来なかったが、チャーチルの車体前方上部の2つのドライバーズハッチのうち一つをスライド式に改造し、ここから安全に再装填する事ができた。
1942年10月にはチャーチルをベースとした工兵車両の発注が行われ、同時にこの車両はAssault Vehicle Royal Engineersと命名された。チャーチルAVREの本格的な試験は1943年から行われた。
1944年から、チャーチルMk.IIIおよびMk.IVをベースとしたチャーチルAVREの量産が開始され、第79機甲師団隷下の王立工兵第1突撃旅団の3個の突撃連隊に配備された。これらの車両はこの部隊で運用された何種類かの特殊車両のベースとなり、これらと合わせてホバーツ・ファニーズと呼ばる事となった。
AVREの名称については、開発された当初は情報秘匿のために"工兵戦車" (Engineer Tank)と称されており、その後1943年頃までは少なくとも"Assault Vehicle Royal Engineers"が正式名称であったが、これを略した"AVRE"という語が普及し、ある時点からAVREの元である本来のフルネームが"Armoured Vehicle Royal Engineers"となった、という事と考えられている。
イギリス陸軍は第二次世界大戦後もチャーチルAVREをしばらく運用しており、またこれ以降に開発された戦闘工兵車にも"AVRE"の名称が受け継がれている。

## 開発された車種

### チャーチル AVRE
チャーチルMk.III / Mk.IV AVRE
最初に"AVRE"の名が冠されたモデルで、1944年6月のノルマンディー上陸作戦において活躍した。チャーチルMk.IIIの溶接砲塔、あるいはMk.IVの鋳造砲塔にペタード臼砲を搭載したもので、乗員数は戦車型の5名から6名に増やされている。
基本型のチャーチルAVREをベースに、超壕用の大量の粗朶束を運搬するフレームを装着したタイプや、"カーペットレイヤー"・"ボビン"と呼ばれる巻き上げ式の敷設路を搭載したタイプが製造され、これらの車両は運用した第79機甲師団の指揮官であったパーシー・ホバート少将の名をとってホバーツ・ファニーズと呼ばれた。
チャーチルMK.VII AVRE
第二次世界大戦後に開発されたモデルで、主砲としてL9A1 165mm破砕砲を搭載する。

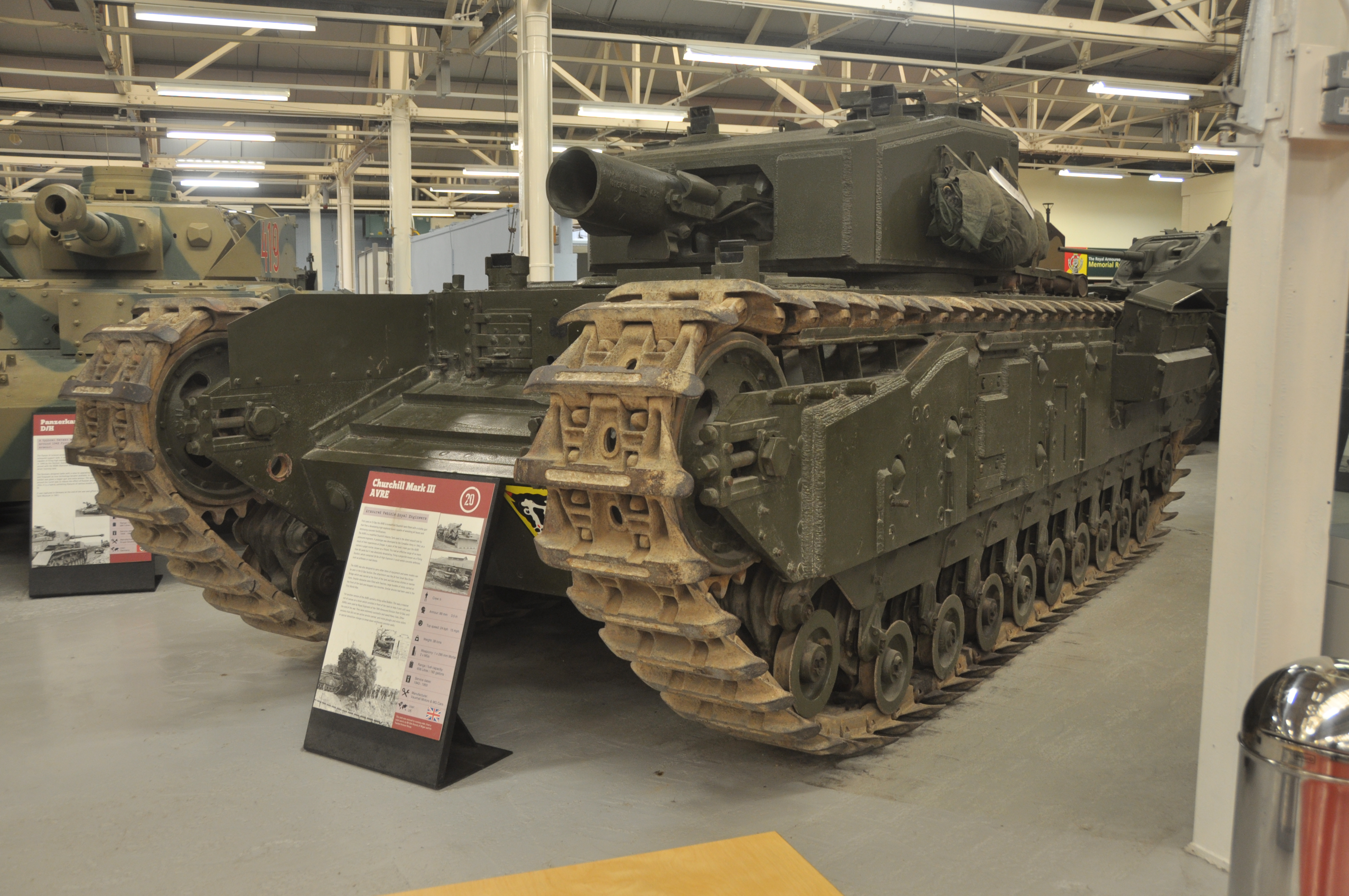
ボービントン戦車博物館のチャーチルMk.III AVRE。
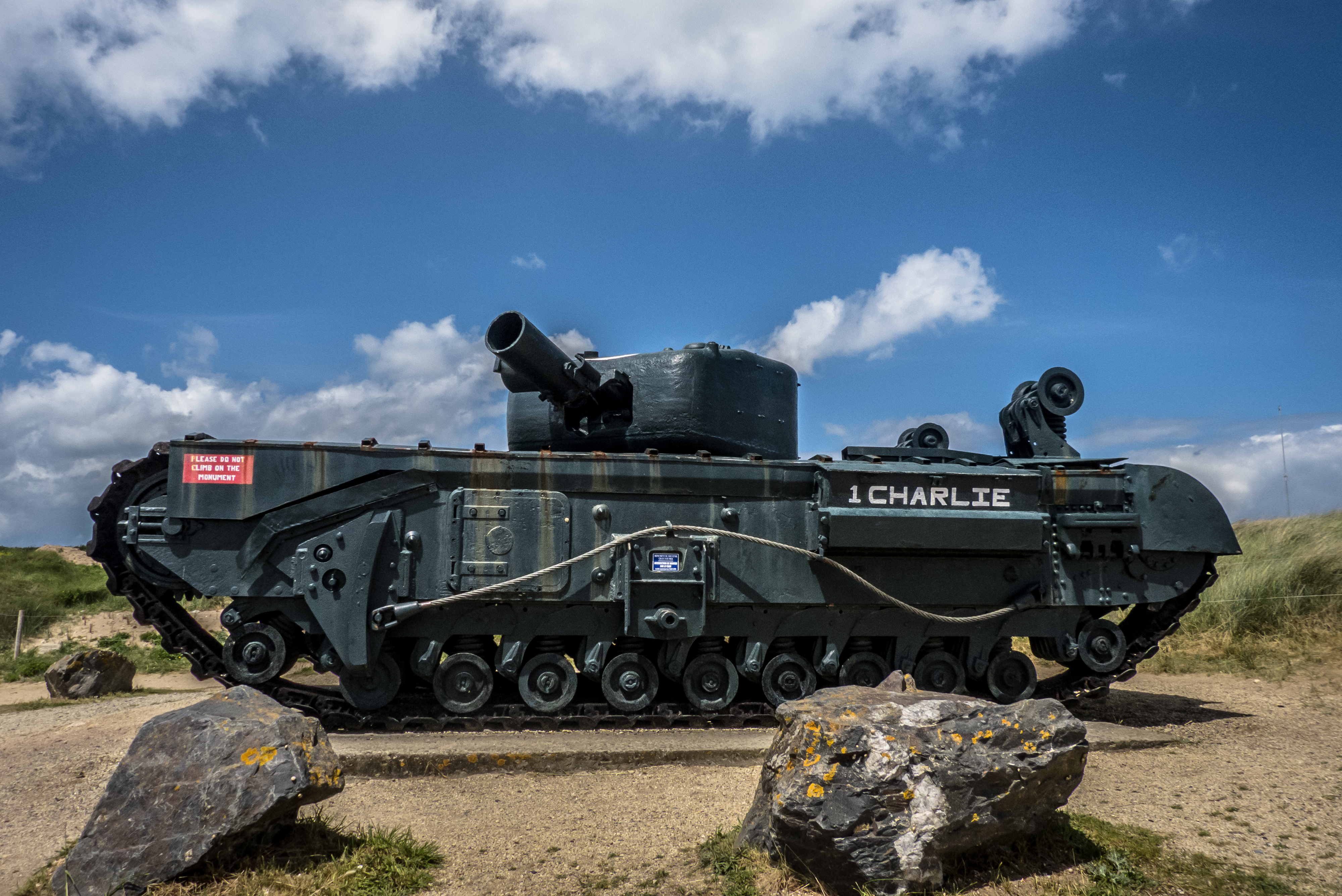
フランス、ノルマンディーに展示されているチャーチルMk.IV AVRE。
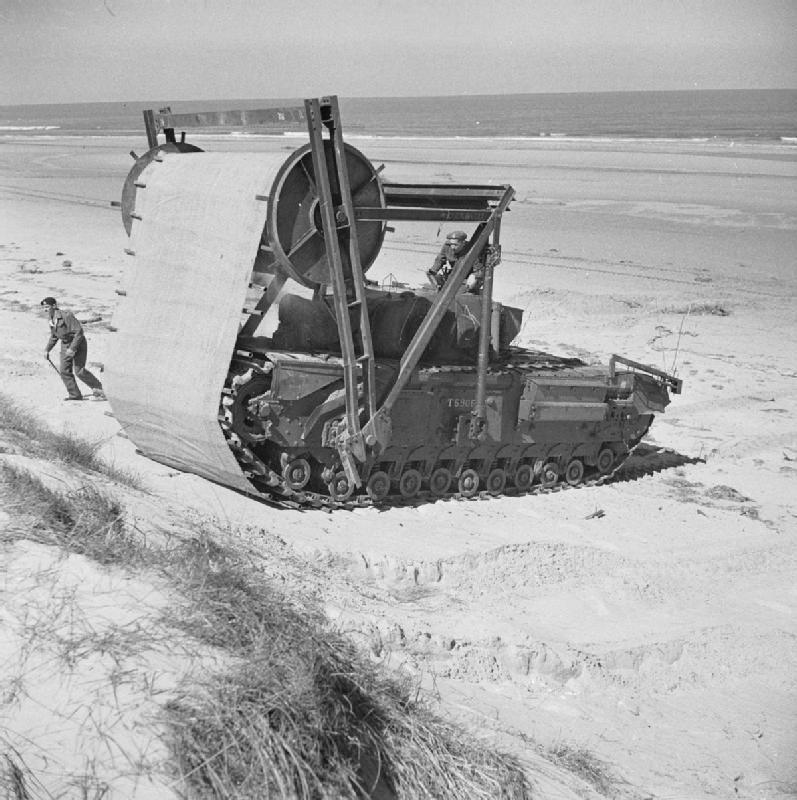
"ボビン"の敷設を行うチャーチルMk.IV AVRE。1944年6月。
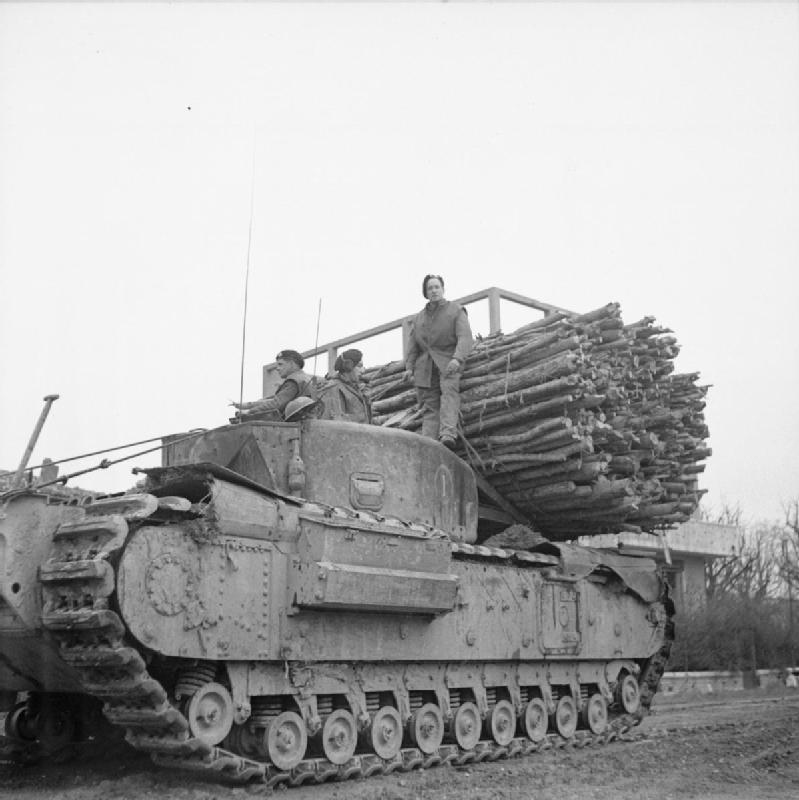
粗朶束を積んだチャーチルAVRE。1944年12月頃。
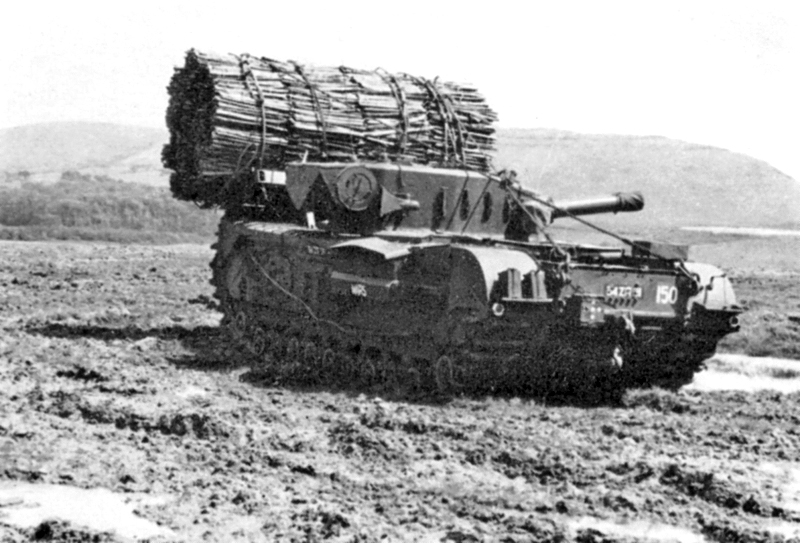
戦後型のチャーチルMK.VII AVRE。

### センチュリオン AVRE
FV4003 センチュリオンMK.5 AVRE 165
センチュリオンMk.5をベースにL9A1 165mm破砕砲を搭載し、車体前面にドーザーブレードを装備した車両。砲塔バスケットは大型化され容量が増えている。1963年に配備が始まり、チャーチルAVREを順次更新した。後述のチーフテンAVREの開発が一度頓挫したこともあって長期間運用され、1991年の湾岸戦争には増加装甲を装着した状態で作戦投入された。また、通常戦車型のMk.Vにドーザーブレードだけを装備したモデルも開発された。
FV4203 センチュリオン Mk.12 AVRE 105
砲兵観測車から戦闘工兵車に改造された車両で、通常の戦車型と同じL7 105mm戦車砲を搭載し、車体前面には地雷処理用のマインプラウを装備する。

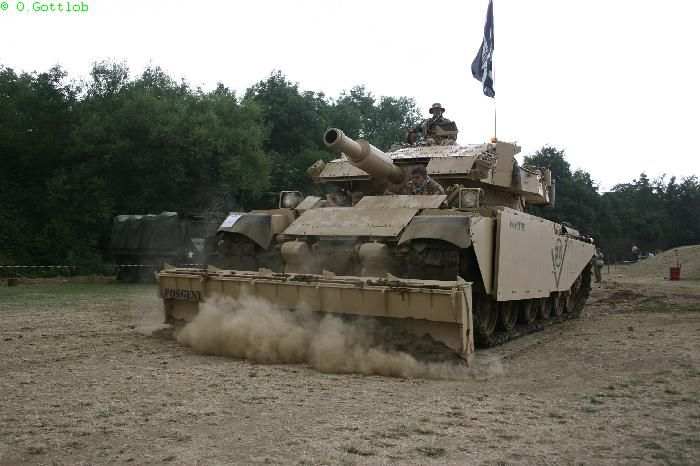
増加装甲を装着したAVRE 165。湾岸戦争に参加した頃の状態。
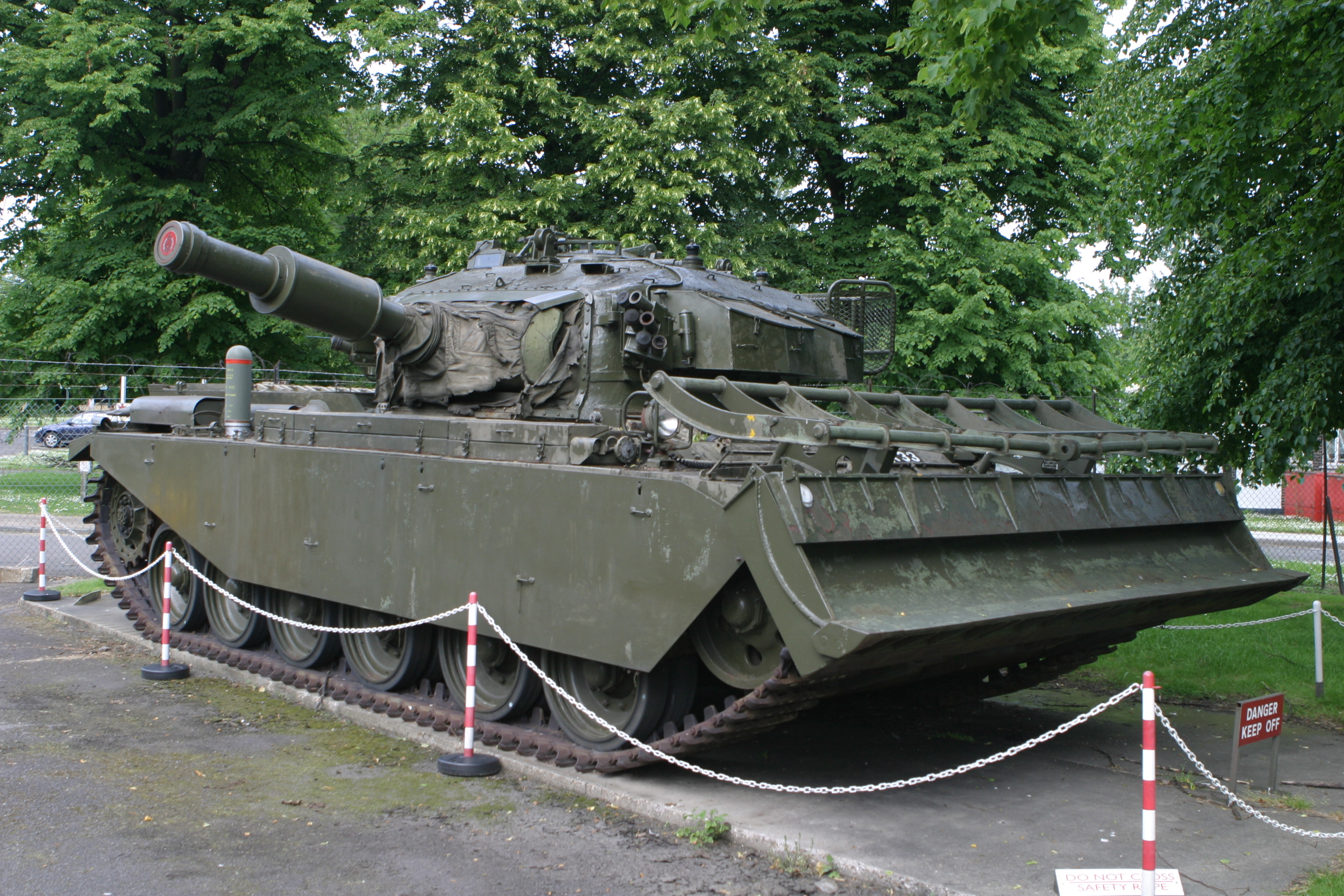
王立工兵隊博物館（英語版）のAVRE 165。
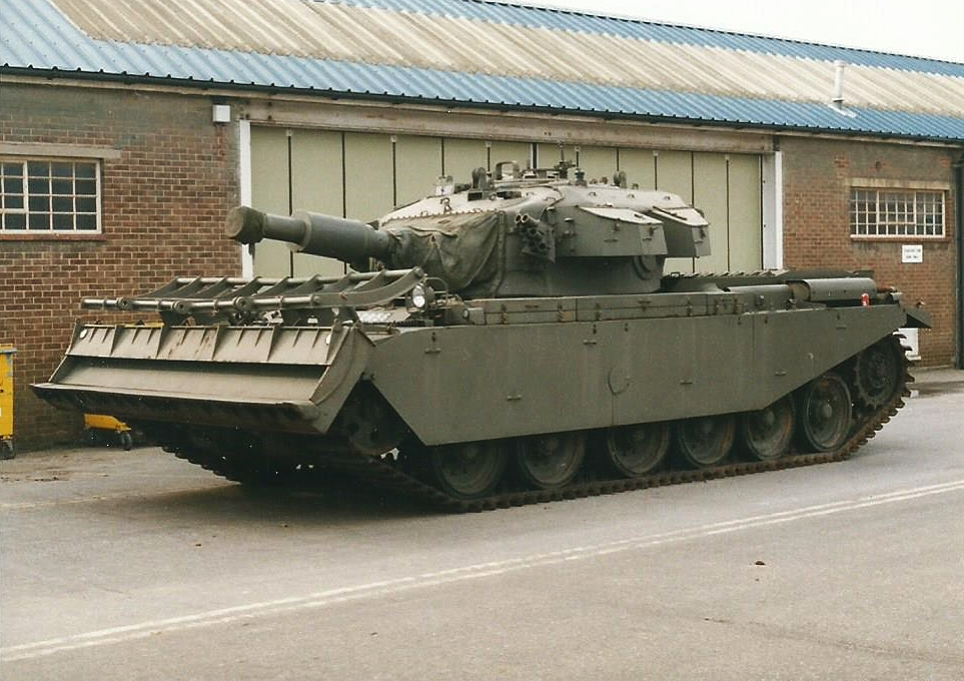
ボービントン戦車博物館のAVRE 165。

### チーフテン AVRE
チーフテン AEV / FV4203 チーフテン AVRE
センチュリオンAVREの後継としてチーフテンをベースに開発されたもので、最初に開発された際にはチーフテンAEV (Chieftain Armoured Engineering Vehicle)と呼ばれる2種類の車両が計画されていた。
チーフテンAEV (Gun)と呼ばれるタイプは破砕砲を搭載予定であったが、コスト上の理由から計画はキャンセルされた。もう一つのチーフテンAEV (Winch)は開発を継続し、1970年代にチーフテン ARV (Chieftain Armoured Recovery Vehicle)と、FV4203 チーフテン AVREとして試作車が完成した。このチーフテンAVREは装甲回収車型のチーフテン ARVとほとんど同じであったが、ドーザーブレード/バケットが装備されている事、塹壕踏破用の架橋/ランプ/粗朶束等を搭載可能である点が異なっていた。
しかしながらFV4203 チーフテンAVREの開発はキャンセルされ、1970年代後半に配備されたFV180 CETと、従来のセンチュリオンAVREの運用でまかなわれる事となった。不要となったチーフテンAVREの車体はチーフテン ARRV (Chieftain Armoured Recovery and Repair Vehicle)の開発用に使用された。
チーフテン AVRE / ヴィリッヒ・チーフテン AVRE / CHAVRE
1980年代に入り、チャレンジャー1の配備が始まると、センチュリオンAVREの機動力・搭載能力が問題となり始め、余剰化するチーフテンの再利用が再度検討された。そして、新たに再開発されたチーフテンAVREは1987年に陸軍王立工兵隊に配備された。最初に製造された12両の車両は西ドイツのヴィリッヒにあった工兵隊の基地で製造されたため、ヴィリッヒ・チーフテンAVREとも呼ばれる。このチーフテンAVREは1991年の湾岸戦争でも運用された。
1987年には改良モデル48両の量産計画が出され1991年に試作車両が完成した。この車両はCHAVREと呼ばれ、ヴィッカース・ディフェンス・システムズで製造された。"CHAVRE"の呼称は、チーフテンARRVを"CHARRV"と呼ぶ事に対応したものである。
CHAVREは巻き上げ能力10トンのウィンチおよびドイツのアトラス社製クレーンを装備し、車体前面にはドーザーブレードかマインプラウを装着可能であった。またCHAVREには武装が無いため、センチュリオンAVREと共に運用された。

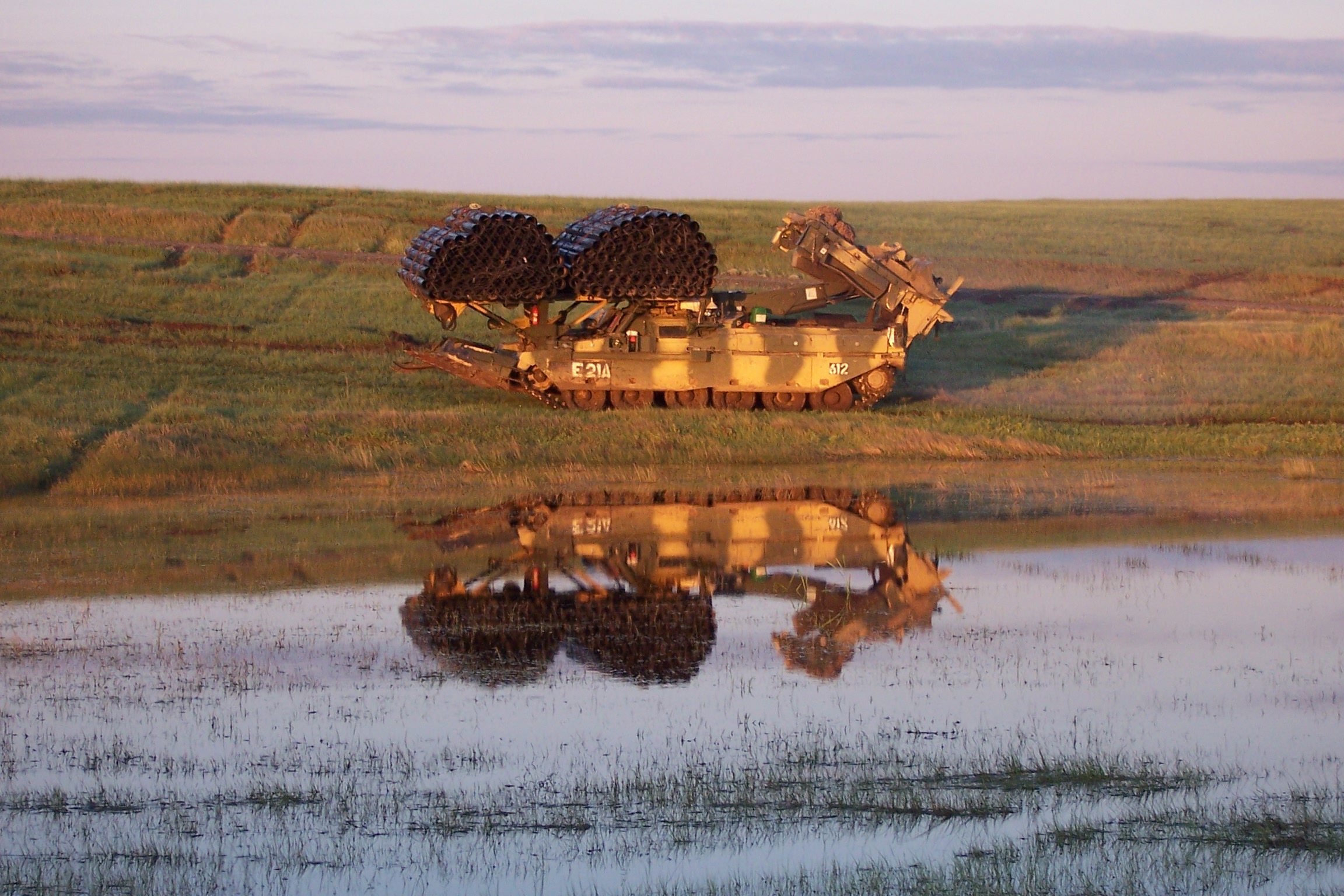
イギリス陸軍サフィールド訓練部隊のチーフテンARRV。カナダ国内。
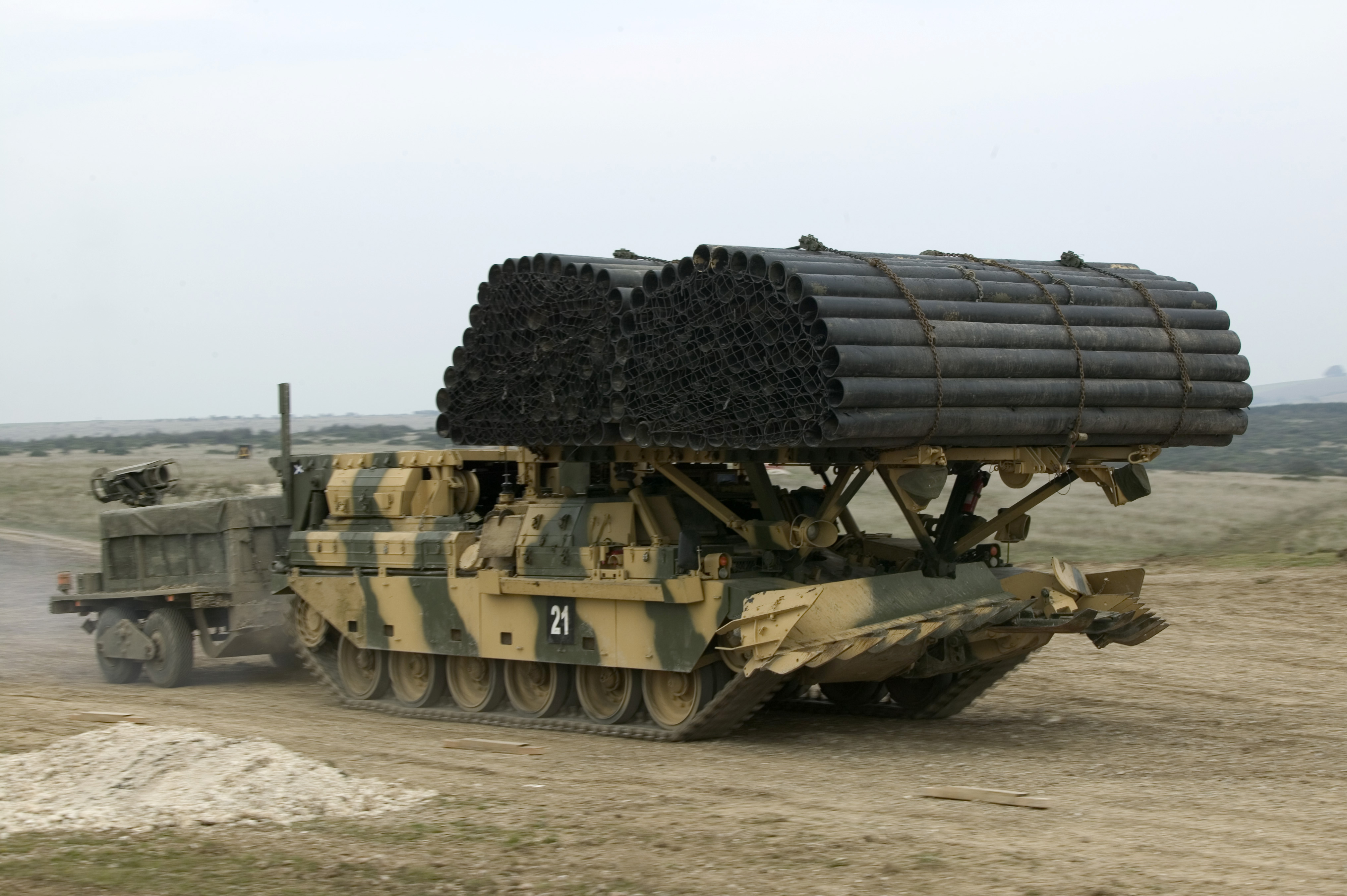
トレーラーを牽引するチーフテンARRV、2005年。
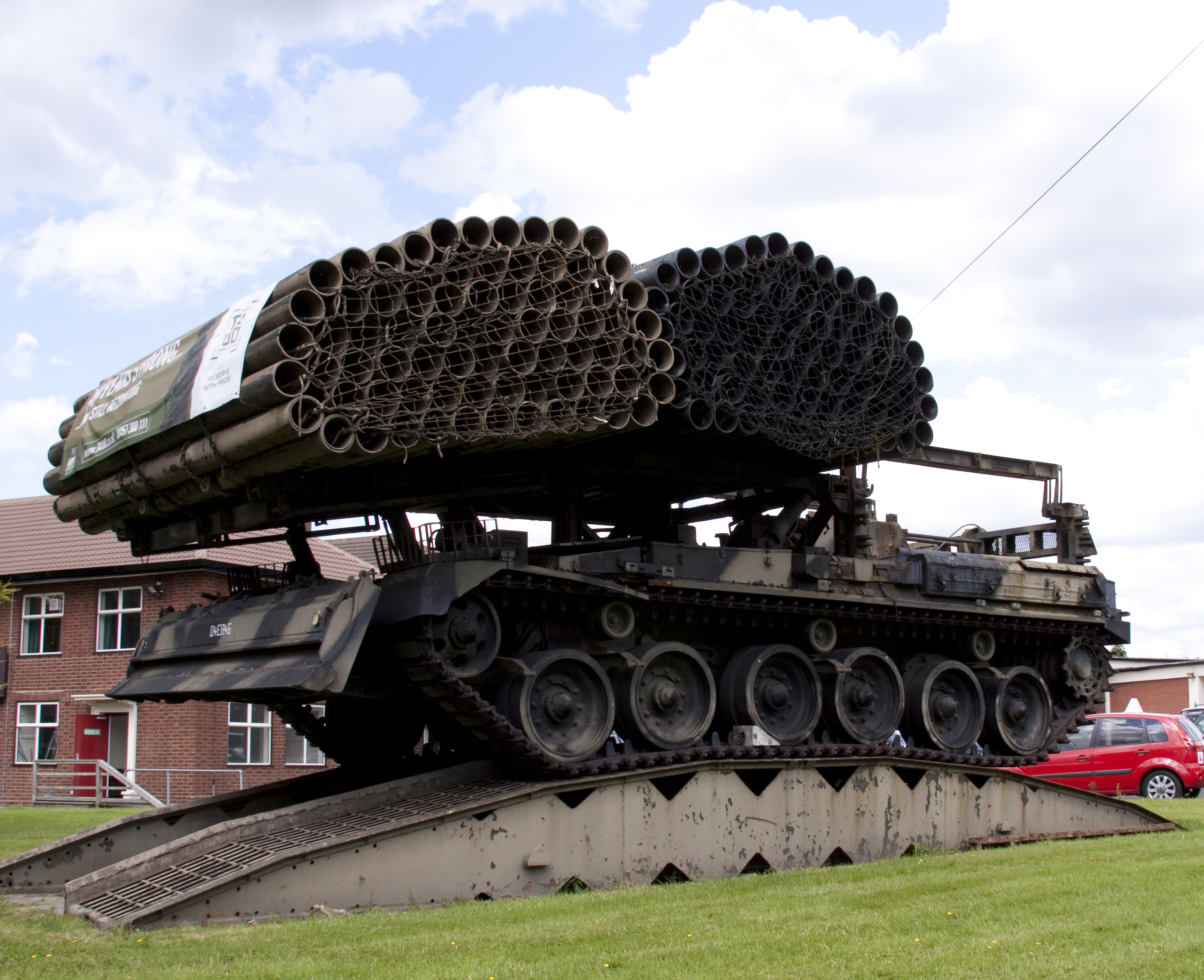
初期タイプのチーフテンARRV。

### トロージャン AVRE
トロージャン AVRE
2000年代にチャレンジャー2をベースに開発されたAVREで2007年に配備が始まった。掘削用アームやプラウを備えており、BAEシステムズ・ランドシステムズにより33両が製造されている。

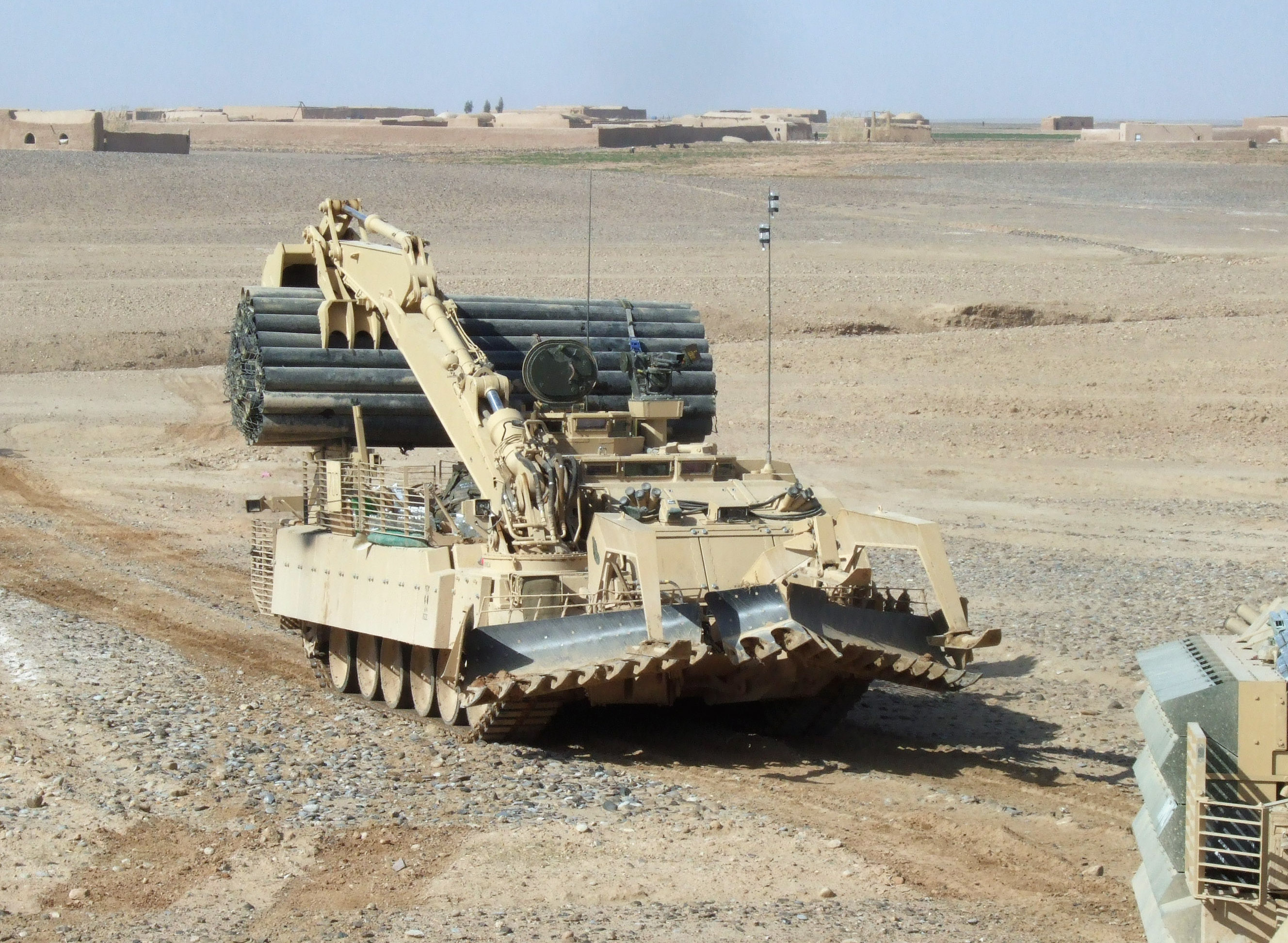
アフガニスタンに派遣されたトロージャンAVRE、2010年。
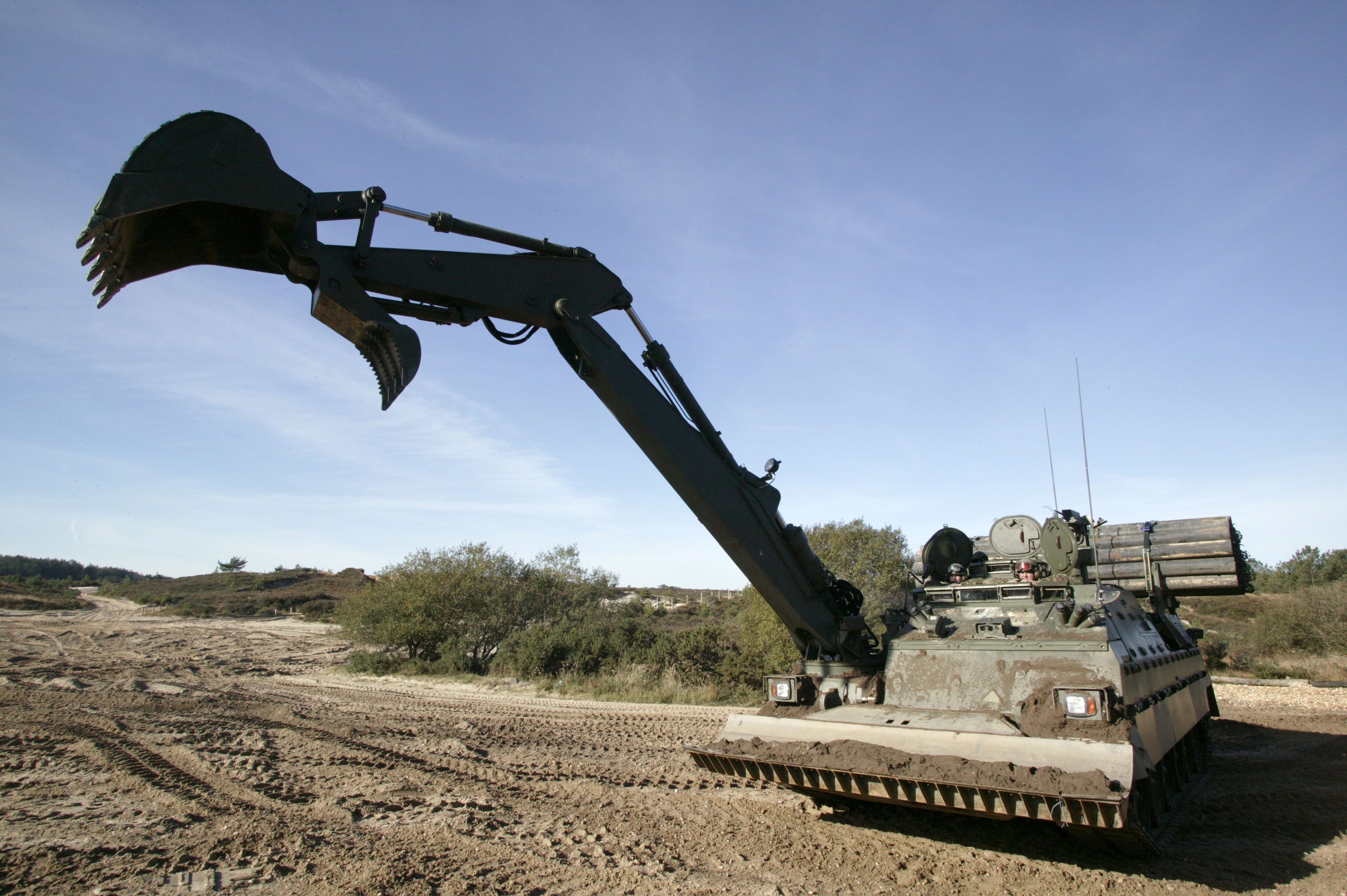
ドーザー装備型。作業用アームを伸ばした状態。
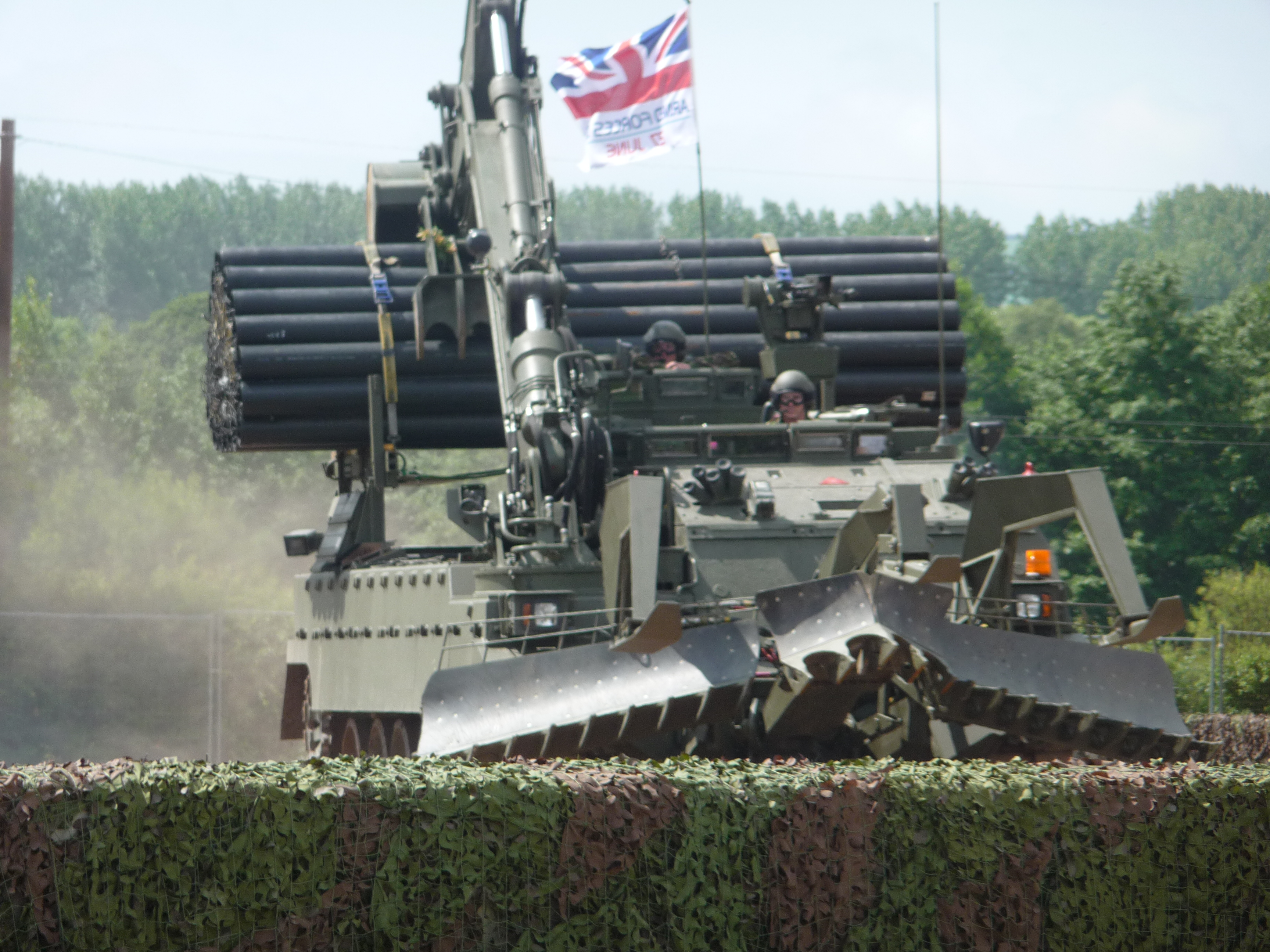
イベントで走行するトロージャンAVRE、2009年。ボービントン戦車博物館。